# 拉帕拉-德拉斯维加斯
拉帕拉-德拉斯维加斯，是西班牙卡斯蒂利亚-拉曼恰昆卡省的一个市镇。总面积62平方公里，总人口54人（2001年），人口密度1人/平方公里。